# Хорошая американская семья
Хорошая американская семья (англ. Good American Family) — американский драматический сериал, снятый на основе реальных событий. Он рассказывает о том, как семья меценатов удочеряет Наталью Грейс, девочку — карлика и затем обвиняет её в том, что она была взрослой аферисткой, притворявшейся ребёнком. Сериал выходил на стриминговом сервисе Hulu c 19 марта по 30 апреля 2025 года.

## Сюжет
Сериал повествует о девочке — карлице по имени Наталья Грейс, которая в 2010 году попала в приёмную семью Барнеттов. Приёмная мать Кристина Барнетт была автором, меценаткой и общественной деятельницей, гордившейся успешным воспитанием своего сына-аутиста и чтобы укрепить свой общественный образ, решила принять в семью ребёнка-инвалида. Сериал условно поделён на два акта. Первая часть пересказывает развивавшийся конфликт на основе показаний Барнеттов, где они выступают жертвами а Наталья — злодейкой, а вторая часть продолжает историю, но отражает точку зрения Натальи и новой приёмной семьи Мэнсов, где наоборот в роли злодеев выступают Барнетты. 

### История Барнеттов
Барнетты решают удочерить Наталью — семилетнюю девочку-карлицу украинского происхождения. Девочка почти сразу же проявляет социопатическое поведение, страдает от вспышек гнева, врёт, газлайтит и манипулирует. Барнетты отчаянно пытаются найти подход к Наталье, демонстрируют нежность и доброту, но скоро она начинает угрожать членам семьи, по ночам ходит с ножом, рисует на стенах, потрошит игрушки приёмных братьев. 
Кристина Барнетт начинает подозревать, что Наталье старше 7 лет, она узнаёт, что «Первый путь» — агентство, через которое была удочерена Наталья  — занималась мошенничеством и никаких операций на ноги прежде у девочки не проводилось, хотя оплата 7000 долларов за эти самые «операции» было главным условием удочерения Натальи. Фактически агентство украло деньги и закрылось. Кристина пришла к выводу, что агентство могло подделать возраст Натальи. Вскоре она находит окровавленные носки в комоде девочки и видит в них доказательство того, что у Натальи месячные. 
Кристина уже не скрывает своего презрительного отношения к Наталье, но её муж Майкл всё ещё верит, что к Наталье можно найти подход и девочка этим пользуется, продолжая пугать, угрожать членам семьи. Она предприняла несколько попыток убить Кристину, в том числе подмешала моющее средство в её кофе. Кристина ссорится с Майклом и переезжает с сыновьями к своей матери. В какой то момент и Майкл не выдерживает провокационных выходок Натальи. Барнетты обращаются в суд с доказательствами о мошеннической деятельности агентства по усыновлению и представляют Наталью, как их соучастницу с поддельным возрастом. В документах ей меняют возраст с 7 до 22. Чтобы Наталья больше не могла кочевать по приёмным семьям, вымогать деньги на «операции» и вносить раздор, Барнетты не отказываются от опекунства, но переселяют девочку в отдельное жильё, выдают минимальное пособие и сводят общение к минимуму. 

### История Натальи и Мэнсов
Наталья, совершенно не приспособленная к самостоятельной жизни — пытается выжить. Она устраивает беспорядок в квартире, питается оставленными консервами, не может залезть в ванну и соблюдать гигиену. Барнетты посещают девочку изредка и демонстрируют полное пренебрежение к её проблемам. Наталья при встрече с людьми всегда говорит, что ей 22 года, так как боится гневной реакции приёмной матери, требующей говорить «настоящий» возраст. Наталья дружится с соседским мальчиком и пытается с ним доехать до дома Барнеттов, оказывается они продали дом и переехали в Канаду. Так как бабушка мальчика думала, что Наталье 22 года, она обвинила девочку в краже своего внука и грозилась вызвать полицию. Барнеттам приходиться переселить Наталью в другое жильё.  
Наталья знакомится с Синтией Мэнс, матерью семи приёмных детей. Синтия заманивает девочку в свой дом, покупает на её пособие продукты для своей семьи и начинает ухаживать за ней. Синтия по поведению Натальи понимает, что ей очевидно не 22 года. Наталья, травмированная конфликтами с Барнеттами ведёт себя скромно и осторожно. Синтия отводит девочку ко врачу, так как Наталья из-за карликовости почти не может ходить и ей срочно нужна операция. Девочка постоянно растирает ноги до крови, оказывается это происходило ещё когда она жила у Барнеттов и боясь гневной реакции приёмной матери — прятала в шкафу окровавленные носки. Врач, сделав рентген скелета Натальи приходит к однозначному выводу, что ей не может быть 22 года и по всем признакам она является ребёнком доподросткового возраста.  
Мэнсы пытаются переоформить опеку над Натальей на себя, но Барнетты в течение следующих нескольких лет отклоняют запросы, так как понимают, что Мэнсы в итоге смогут поменять возраст Натальи и это станет веским поводом для возведения уголовного дела против них. С Мэнсами в течение следующих лет сотрудничает детектив. Он узнаёт, что процедура смены возраста Натальи была допущена со значительными нарушениями. Брак Барнеттов разваливается. Последние серии рассказывают о судебных тяжбах между Натальей и Барнеттами. Сериал заканчивается судебным делом, прошедшим в 2023 году. Хотя предвзятый судья полностью встал на сторону Барнеттов и отказался поменять возраст Натальи, судебное дело спровоцировало общественный резонанс и репутация Барнеттов была уничтожена. 

## Актёрский состав
Главные герои
- Имоджен Фейт Рид (англ. Imogen Faith Reid) — Наталья Грейс, главная героиня и девочка-карлик
- Эллен Помпео — Кристина Барнетт, приёмная мать Натальи
- Марк Дюпласс — Майкл Барнетт, приёмный отец Натальи
- Кристина Хендрикс — Синтия Мэнс, новая приёмная мать Натальи

Второстепенные герои
- Сарайю Рао[англ.] — мать одного из детей в детском саду Кристины и её подруга
- Дьюли Хилл — Брэндон Драйсдейл, детектив, расследующий дело Барнеттов
- Дженни О’Хара — Альмеда, мать Кристины
- Айас Далман (младше) / Аарон Поттер (старше)  — Джейкоб Барнетт[англ.] — старший сын Барнеттов, вундеркинд-аутист
- Лиам Андерссон (младше)/ Чейз Мангум (старше) — Уэсли Барнетт, средний сын Барнеттов, страдает от Синдрома Зудека
- Азриэль Далман (младше) / Сол Томсон (старше) — Итан Барнетт, младший сын Барнеттов
- Ким Шоу[англ.] — Дженнифер, новая жена Майкла
- Джерод Хейнс — Энтвон Мэнса, муж Синтии

Эпизодические персонажи
- Мэри Бердсонг[англ.] — Сэнди Мосли
- Кайл Борнхеймер — доктор Вочман
- Доминик Берджесс[англ.] — Том
- Дженнифер Лафлёр[англ.] — Лесли
- Дэвид Пеймер — доктор Стивен Лоуренс
- Трейси Томс — Рэнди Берч
- Николь Том — Мэри Леонес
- София Хаблиц[англ.] — юная Кристина
- Зак Тинкер — юный Майкл
- Аида Туртурро — Майра Грант
- Джеффри Аренд — детектив Тейлор
- Питер Холден[англ.] — Тед Джонс
- Оливия Сандовал[англ.] — Мелинда Агилар
- Жаклин Эмерсон — Риан
- Джейн Адамс — Джей Джей
- Марин Хинкль — прокурор Джеки Старбак
- Мишель Крусик — Марена Перкинс
- Дерек Уэбстер[англ.] — адвокат Терренс Киннард
- Роб Нэгл[англ.] — доктор Фил Макгроу
- Шон О'Брайан[англ.] — судья Хасс
- Бриана Венскус[англ.] — медсестра Тони

## Список серий
| № | Название                          | Режиссёр          | Автор сценария                | Дата премьеры   |
| - | --------------------------------- | ----------------- | ----------------------------- | --------------- |
| 1 | «Almost Like a Prayer»            | Лиз Гарбус        | Кэти Роббинс                  | март 19, 2025   |
| 2 | «Jump the Jitters Out»            | Стэйси Пассон     | Кэти Роббинс                  | март 19, 2025   |
| 3 | «Ghosts Everywhere»               | Сейс Мэнн         | Сара Сазерленд                | март 26, 2025   |
| 4 | «Right There in Black and White»  | Ева Вивес         | Эоган О'Доннелл               | апрель 2, 2025  |
| 5 | «Too Hurty Without It»            | Лиз Гарбус        | Кэти Роббинс                  | апрель 9, 2025  |
| 6 | «Not Today Satan»                 | Ханна Фиделл      | Хакен Ти Кастельянос          | апрель 16, 2025 |
| 7 | «If You Tell a Story Well Enough» | Иэн Б. Макдональд | Саманта Левенсхус             | апрель 23, 2025 |
| 8 | «Blood on Her Hands»              | Иэн Б. Макдональд | Кэти Роббинс & Сара Сазерленд | апрель 30, 2025 |

## Создание
В августе 2022 года стало известно о том, что Hulu заказала производство сериала по мотивам истории девочки-карлицы Натальи Грейс, сценаристкой выступила Кэти Роббинс. На роль приёмной матери Кристинны Барнетт была приглашена Эллен Помпео, она также выступила в качестве исполнительного продюсера от имени своей производственной компании Calamity Jane вместе с Лаурой Голштин. Исполнительными продюсерами также были Сара Сазерленд, Майк Эппс, Дэн Спило, Нилс Киршнер и Эндрю Стерн. Рабочее название сериала — «The Orphan» (рус. Сирота). 
Сериал снимала студия 20th Television (раннее ABC Signature). Сценаристы поставили перед собой цель отразить точки зрения всех участников конфликта. Лиз Гарбус срежиссировала и спродюсировала первую серию. Многие в команде создателей раннее работали над сериалом «Любовники», от туда они переняли особый сюжетный приём: в первых сериях Барнетты приставлены в максимально положительном свете, а Наталья — в роли злодейки, рушащей семейную идиллию. Вторая часть сериала наоборот изображает Наталью, как жертву, а Барнеттов, как жестоких родителей. Сюжет как бы не встаёт ни на чью сторону. Иногда события в сериале противоречат сами себе. Сценаристы заметили, что за основу истории собирали противоречивые свидетельства участников конфликта и хотели отразить это в сериале через эффект расёмона. Для большей драматичности, сценаристы прописали личности ключевых героев, отличные от их прототипов. Например была подчёркнута противоположность Кристины и её мужа Майкла: если Кристина перфекционистка, стремится всё держать под контролем, то Майкл склонен ради комфорта отрицать и избегать проблемы. 
На роль главной героини Натальи взяли актрису-карлицу Имоджен Фейт Рид, прежде выступавшею в региональных английских театрах. В марте 2024 года стало известно, что на роль приёмного отца Майкла Барнетта был утверждён актёр Марк Дюпласс. Майкл оказался единственным человеком, согласившимся продать права на свою историю для сериала. В следующем месяце на роль более второстепенных героев были утверждены Дьюли Хилл и Сарайю Рао. Основные сьёмки проходили в Санта-Кларите, Калифорнии.
Сериал начал выпускаться на стриминговом сервисе Hulu c 19 марта 2025 года. На международном рынке сериал будет доступен на сервисе Disney+ при наличии подписки на Hulu.
| |  |  |  |
| Актёры, снимавшиеся в сериале: Эллен Помпео (Кристина Барнетт), Марк Дюпласс (Майкл Барнетт), Кристина Хендрикс (Синтия Мэнс), Дьюли Хилл (детектив Брэндон Драйсдейл) |  |  |  |

## Приём
Согласно подсчётам TVision, на Smart TV, «Хорошая Американская Семья» заняла шестое место среди самых популярных сериалов с 17 по 23 марта. На стриминговом сервисе Hulu он возглавил список самых просматриваемых сериалов и сделал это повторно 25 марта. Стриминговый агрегатор Reelgood, отслеживающий данные просмотров 20 миллионов американцев в режиме реального времени сообщил о том, что «Хорошая Американская Семья» заняла восьмое место среди самых просматриваемых сериалов по состоянию на 26 марта. По данным TVision сериал занимал восьмое место между 7 и 13 апрелем. По данным Nielsen Media Research, между 24 и 30 мартом, американцы потратили 344 миллиона минут или 5,7 миллионов часов на просмотр серий. В первые шесть дней с начала трансляции, сериал набрал примерно 6,3 миллиона просмотров. Финальная серия заняла третье место среди самых просматриваемых финалов в истории Hulu и стала самым просматриваемым финалом на Hulu и Disney + в 2025 году.  
Сериал подогрел интерес к скандальной истории Натальи Грейс, ставшей основой для сериала.   

### Критика
Рейтинг «свежести» сериала на агрегаторе Rotten Tomatoes составил 53%, средняя оценка на основе 19 обзоров составила 5,5 баллов из 10 возможных. Вердикт критиков гласил, что сериал выглядит амбициозным проектом, но раскрывает грязную историю излишне драматизировано и однобоко. По данным агрегатора Metacritic, средняя оценка сериала составила 58 баллов из 100 возможных.
Кристина Эскобар с сайта RogerEbert заметила, что в начале «Хорошая американская семья» ощущается, как типичный сериал Lifetime, но она похвалила то, как сюжет погружается в исследование сложной морали и человеческой природы. Хотя первая серия кажется излишне мелодраматической, во второй серии уже затрагиваются темы ужасов и феминизма. Эскобар похвалила актёрскую игру, особенно Имоджен Фейт Рид в роли Натальи, а также то, как общая история подавалась с разных точек зрений. Хотя в начале сериал кажется однобоким, он сложнее, чем кажется. История главной героини — это также история осознания вины, искупления и справедливости. Кристен Болдуин с сайта Entertainment Weekly оценила то, как история Натальи преподносится с нескольких перспектив. Эллен Помпео и Имоджен Фейт Рид отлично сыграли свои роли. Помпео сумела исполнить роль контролирующей, одержимой идеальным образом матери, а Рид — уязвимого и отчуждённого ребёнка. Кристен похвалила напряженное повествование в сериале, противоречивые истории разных сторон и то, что сериал не встаёт ни на одну из сторон. Сериал способен заинтересовать зрителей, но оставляет многие вопросы без ответов, повышая интерес к изначальной истории, по мотивам которой был создан сериал. 
Джазмин Агилера с сайта The Boston Globe похвалила игру Помпео изначально как самодовольной матери, постепенно погружающейся в паранойю и собственные заблуждения. Джазмин похвалила эффект расёмона в повествовании и эффектную смену перспектив, раскрывая версии событий всех участников конфликта, это придаёт сериалу большею аутентичность. Первые серии по мнению Джазмин злоупотребили избитыми приёмами триллера, но последующее раскрытие персонажа Натальи добавило истории большею глубину. Бенджамин Ли с сайта The Guardian также приметил то, как сериал отражает разные точки зрения. Он заметил, как история отлично разоблачает «мамочку-инфлюэнсера», за чьим идеальным фасадом прячется гниль. Ли заметил, как сериал плавно перетекает из триллера в криминальную драму в том числе благодаря убедительной игре Рид, Кристины Хендрикс и Марка Дюпласса. Критик с другой стороны заметил, что сериалу приходилось тонко балансировать между сенсационностью и моральными размышлениями. Визуальная эстетика сериала также показалась ему слишком посредственной для столь «дикой истории». Сериал однозначно рекомендован к просмотру тем, кто ещё не знаком с историей Натальи Грейс.

### Награды
Сериал был номинирован на премию «California on Location Awards 2024» в категории «Location Team of the Year — Episodic Television — One Hour».